# Neoancistrotus bristowei
Neoancistrotus bristowei is een hooiwagen uit de familie Gonyleptidae.